# Germaine Sargines Angrand-Campenon
Germaine Sargines Angrand-Campenon, née le 7 avril 1836 à Paris où elle est morte le 25 septembre 1915, est une peintre française.

## Biographie
Germaine Sargines Angrand est la fille de Charles Louis Alphonse Angrand, garde municipal, puis typographe (1806-1861) et de Julie Chartier.
Élève d'Abel-François Lucas, elle expose au Salon de 1863 à 1884. 
Elle épouse Émile Munier, condisciple et artiste de la manufacture des Gobelins.
Elle meurt à l'âge de 78 ans à son domicile de la rue de Vaugirard. Elle est inhumée le 27 septembre 1915 au cimetière du Montparnasse.

## Participation aux Salons parisiens
- Portrait de M. L., au Salon de 1863, pastel
- Portrait de M. A. L., au Salon de 1864, pastel
- Portrait de M. J. L., au Salon de 1864, pastel
- Portrait de Mme B., au Salon de 1865, pastel
- Portrait de Mme Borelli-Delahaye, artiste du théâtre Impérial de l’Odéon, au Salon de 1866, pastel
- Portrait de Mlle D., au Salon de 1867, pastel
- Portrait de Mlle L., au Salon de 1868, pastel
- Portrait de M. C., au Salon de 1869, pastel
- Portrait de Mme C., au Salon de 1869, pastel
- Portrait de Mlle L., au Salon de 1870, pastel
- Portrait de Mme C., au Salon de 1870, pastel
- Portrait de M. C., au Salon de 1872, pastel
- Portrait de Mme C., au Salon de 1872, pastel
- Portrait de M. E. M., au Salon de 1874, pastel
- Portrait de M. E. R., au Salon de 1874, pastel
- Portrait de M. H. de G., au Salon de 1877, pastel
- Portrait de Mlle C. de G., au Salon de 1878, pastel
- Portrait de Mlle S. de G., au Salon de 1880, pastel
- La Vierge et saint Sébastien, d’après le Giorgione, au Salon de 1881, aquarelle
- Le Repos, d’après E. Munier, au Salon de 1884 (Perpignan), aquarelle